# Gentleman scientist

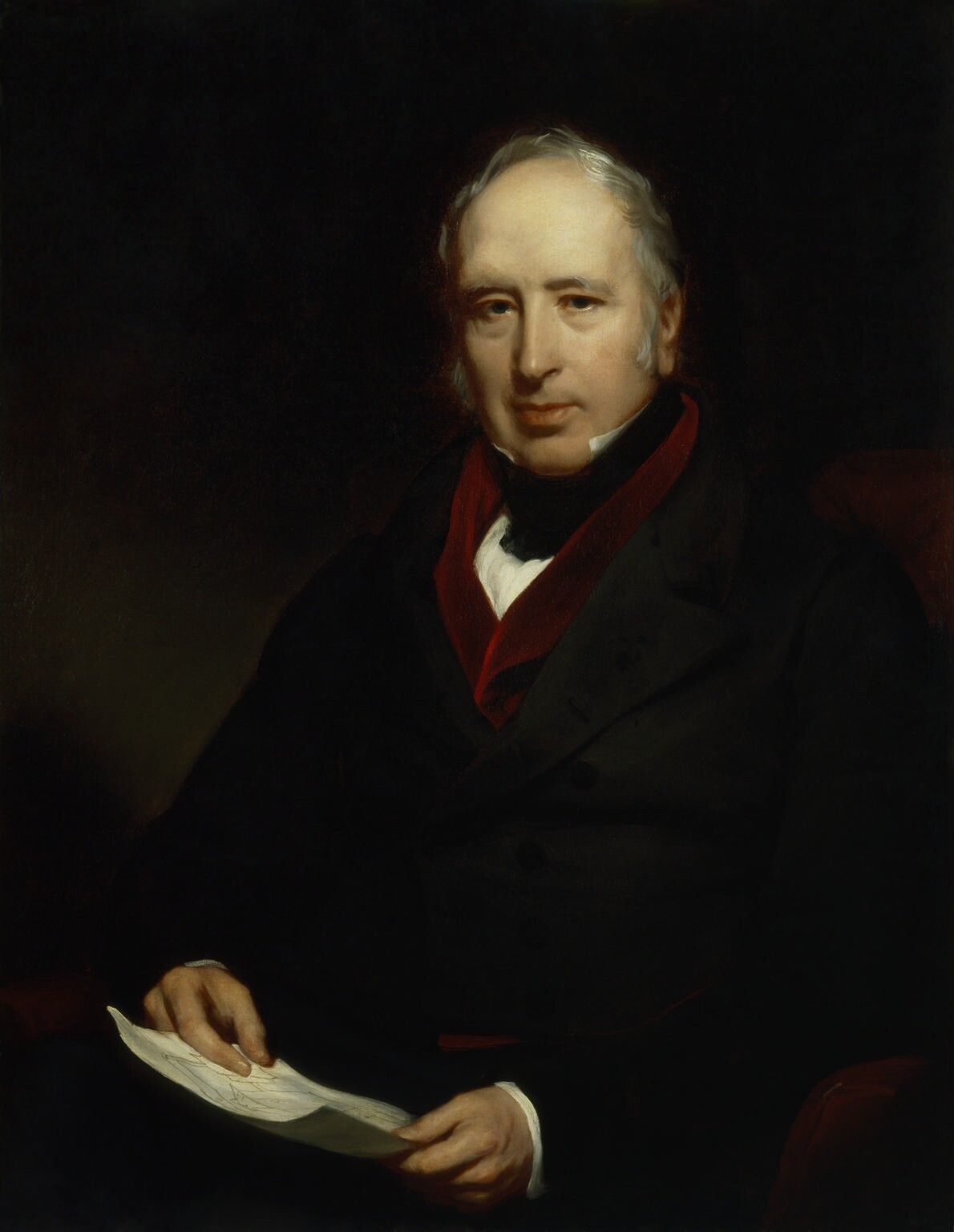
Der Gentleman Scientist Sir George Cayley

Ein gentleman scientist ist ein finanziell unabhängiger Wissenschaftler, der ohne Bindung an eine Bildungsinstitution auf eigene Kosten forscht. Im deutschen Sprachraum ist auch der Begriff Privatgelehrter üblich. Der Begriff gentleman scientist stammt aus dem Post-Renaissance-Europa, und wurde im 20. Jahrhundert mit wachsender (sowohl privater als auch öffentlicher) Finanzierung zunehmend ungebräuchlich.
Die meisten gentleman scientists waren zu einem Zeitpunkt ihres Lebens mit einer akademischen Institution irgendwie verbunden (sei es als Schüler oder als Dozent), so z. B. Charles Darwin, der mit der Geological Society of London verbunden war.

## Bekanntegentleman scientists
- Alfred Lee Loomis
- Antoine Lavoisier
- Benjamin Franklin
- Charles Darwin
- David Rittenhouse
- Henry Cavendish
- Henry Fox Talbot
- George Frederick Kunz
- Goldsworthy Gurney
- James Braid
- James Lovelock
- Robert Boyle
- Christopher J. Date